# Upwelling

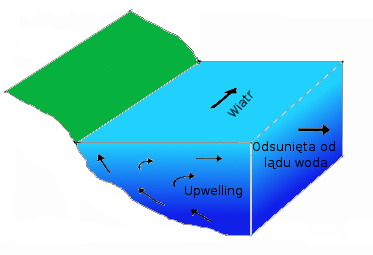
Schemat powstawania upwellingu przybrzeżnego na półkuli północnej

Upwelling – zjawisko podnoszenia się oceanicznych wód głębinowych, zwykle z głębokości poniżej termokliny, na powierzchnię.
Wyróżniamy upwelling przybrzeżny i upwelling równikowy.
Upwelling przybrzeżny występuje w strefie przybrzeżnej i jest generowany przede wszystkim przez wiatry wiejące wzdłuż brzegu, które powodują, zgodnie z teorią Ekmana, odpływanie od brzegu wody powierzchniowej i zastępowanie jej wodami z niższych warstw. Zjawisko upwellingu przybrzeżnego występuje głównie wzdłuż zachodnich wybrzeży kontynentów obu półkul i jest spowodowane wiatrami wiejącymi w kierunku równika.
Upwelling równikowy zachodzi w strefie równikowej i jest wynikiem rozbieżnie wiejących pasatów (występuje pomiędzy Prądem Północnorównikowym a Prądem Południoworównikowym).

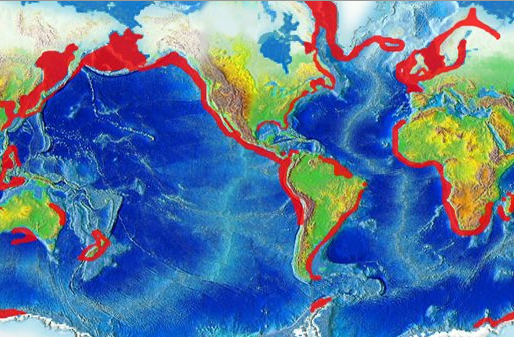
Miejsca występowania upwelingu oznaczone na czerwono.

Upwellingi są obserwowane we wszystkich morzach i oceanach. Duże upwellingi oceaniczne występują zwłaszcza u wybrzeży Peru i Chile, co jest związane z zimnym Prądem Peruwiańskim. Zimne, bogate w składniki pokarmowe wody głębinowe sprawiają, że wody na powierzchni oceanu odznaczają się najczęściej bardzo dużą produktywnością biologiczną – upwellingi sprzyjają rozwojowi drobnych organizmów wodnych. Poniżej upwellingów szybko gromadzą się osady denne.
Upwellingi występują m.in. przy zachodnim wybrzeżu Ameryki Południowej, przy wybrzeżach Wysp Zielonego Przylądka, Wysp Kanaryjskich, a także południowo-zachodnich wybrzeżach Afryki.
W Polsce upwelling pojawia się najczęściej w przypadku wystąpienia wiatrów z sektora wschodniego.